# حاجي لر قلعة
حاجي لر قلعة (بالفارسية: حاجی‌لر قلعه) هي قرية تقع في غلستان في إيران. يقدر عدد سكانها بـ 2,267 نسمة .